# Raphaëlle Duchemin
Pour les articles homonymes, voir Duchemin.
Raphaëlle Duchemin, née le 2 décembre 1972 à Toulon (Var, France), est une journaliste française.

## Biographie

### Formation
Elle a fait ses études à l'école supérieure de journalisme de Paris (promotion 1994).

### Radio

#### SurRadio France
Elle commence sa carrière comme journaliste dans les locales de Radio France au milieu des années 1990, notamment sur RCFM où elle reste jusqu'en 2001,.
De 2001 à 2007, elle réalise des reportages pour France Inter, où elle est d'abord correspondante locale du Var puis rejoint le service politique de la rédaction.
Lors de l'élection présidentielle de 2007, elle est journaliste politique pour France Info.
Sur France Info, de 2007 à 2013 elle officie sur la matinale, en compagnie de Jean Leymarie et d'Olivier Émond. Elle est à l'antenne de 8 h à 9 h. Elle y présente le journal de 8 h. Au cours de cette tranche, elle reçoit notamment chaque matin un invité politique à 8 h 15 et y présente le duel des éditorialistes à 8 h 45.
À la rentrée 2013, elle présente le 12 h - 13 h sur France Info.
En 2014-2015, elle officie dans la tranche horaire 12 h - 14 h toujours sur France Info.

#### SurRMCetEurope 1
À la rentrée 2015, elle a rejoint RMC pour y présenter les journaux du matin et devenir le joker de Jean-Jacques Bourdin.
En septembre 2017, elle intègre Europe 1 pour y animer la pré-matinale en semaine de 5 h à 7 h.
Du 9 au 27 juillet 2018, elle présente la matinale d'Europe 1 en semaine de 6 h à 9 h.
En septembre 2018 elle récupère la tranche Europe Midi de la mi-journée entre 12h30 et 14h sur Europe 1 nommé La France Bouge. À la rentrée 2019, l'émission dure deux heures (de 12 h à 14 h). À la rentrée 2020, elle disparaît de la grille sans explications, elle est remplacée dans La France bouge par Elisabeth Assayag et Emmanuel Duteil.

#### Animation de podcasts et retour à la télévision
Depuis 2021, elle est journaliste indépendante. Elle anime le podcast Nation entreprenante consacré aux innovations des entrepreneurs.
En 2021, elle anime sur BFM Paris L'emploi et vous, puis elle anime également la troisième édition Les grands prix BFM Business des Entreprises de taille intermédiaire sur BFM Business.
Durant l'été 2022, elle présente Le grand journal de l'éco sur BFM Business